# Яніна Левандовська
Яніна Антоніна Левандовська (пол. Janina Antonina Lewandowska; 22 квітня 1908 — квітень 1940) — польська планеристка і пілотеса-любителька, єдина жінка — жертва Катинського розстрілу.

## Біографія
Народилася у Харкові в сім'ї Юзефа Довбор-Мусницького, офіцера російської армії, майбутнього польського генерала.
Навчалася в консерваторії, пробувала себе в ролі артистки, працювала телеграфісткою. Одночасно вступила в аероклуб у Познані, закінчила курси пілотування і радіотелеграфії. У 1937 році одержала посвідчення спортивного пілота.
За кілька місяців до війни, у червні 1939 року, одружилася з підполковником Мечиславом Левандовським (1892–1964), інструктором з планеризму.
Після нападу Німеччини на Польщу у вересні 1939 року, почувши, що в Луцьку створюється авіаційна частина, Яніна з товаришами з аероклубу попрямувала туди й була зарахована в III авіаційний полк. 22 вересня біля Гусятина полк авіаторів оточили радянські війська, які вторглися зі сходу в Польщу. Левандовська з іншими офіцерами потрапила у радянський полон і була спрямована в Козельський табір (Оптина пустинь).
В таборі була підвищена у звання підпоручика одним зі старших офіцерів.
Прізвище Яніни Левандовської числиться в етапному списку на відправку в розпорядження Управління НКВС Смоленської області за номером 0401. У наступному списку (№ 0402) збереглася дата — 20 квітня 1940 року. Це означає, що Яніна Левандовська була розстріляна в Катинському лісі в кінці квітня 1940 року.
У 1943 році, коли німецькі окупанти виявили поховання розстріляних, вони знайшли серед них останки однієї жінки. У 1945 році черепи ексгумованих жертв розстрілу потрапили в розпорядження польського професора судової медицини Болеслава Попельського. До нашого часу їх залишилось лише сім, вони зберігаються в Кракові. Один з них — жіночий. Експертиза ДНК для підтвердження того, що це череп Яніни Левандовської, судячи за наявними даними, поки проведена не була.
Згідно з наказом Міністерства Оборони Польщі № 439/MON від 5 жовтня 2007 року, їй надано звання «старший лейтенант авіації» (посмертно).
Молодша сестра Левандовської Агнєшка Довбор-Мусницька (нар. 1909) була розстріляна німцями у тому ж 1940 році в Пальмірах як учасниця військової організації «Вовки».